# Horní Lánov
Horní Lánov (deutsch Ober Langenau) ist ein Ortsteil der Gemeinde Lánov in Tschechien. Er liegt vier Kilometer östlich von Vrchlabí und gehört zum Okres Trutnov.

## Geographie
Horní Lánov befindet sich am südlichen Fuße des Riesengebirges im Riesengebirgsvorland und ist Teil eines neun Kilometer langen Waldhufendorfes, das sich von Dolní Dvůr bis Prosečné in Nord-Süd-Richtung im Tal der Malé Labe erstreckt. Die oberen beiden, der sich aneinander reihenden Ortschaften Horní Lánov, Prostřední Lánov, Dolní Lánov und Malý Lánov bilden die Gemeinde Lánov; die unteren die Gemeinde Dolní Lánov. Nördlich erhebt sich der Tetřeví vrch (964), im Nordosten der Jelení vrch (1024 m) und der Špičák (1001 m), östlich der Buben (598 m), südöstlich der Lánský kopec (Zirmkoppe, 614 m), südwestlich der Liščí kopec (546 m), westlich der Jankův kopec (694 m) sowie im Nordwesten die Strážná hůra (824 m) und die Vápenice (786 m). Bei der Ansiedlung Peklo werden am Nordhang des Lánský kopec Dolomitkalkbrüche betrieben.
Nachbarorte sind Luisino Údolí, Dolní Dvůr und Hádek im Norden, Prislova Bouda, Bönischovy Boudy im Nordosten, Peklo und Černý Důl im Osten, Čistá v Krkonoších im Südosten, Prostřední Lánov im Süden, Dolejší Vrchlabí im Südwesten, Vrchlabí und Hořejší Vrchlabí im Westen sowie Vápenice, Herlíkovice, Seidlovy Domky und Strážné im Nordwesten.

## Geschichte
Es wird angenommen, dass das Tal der Kleinen Elbe bereits zu Beginn der zweiten Kolonisationswelle zwischen 1250 und 1260 besiedelt worden ist. Die erste schriftliche Erwähnung von Langnow bzw. Langnaw erfolgte 1355. Im Jahre 1359 wurde der Ort als Lognow bezeichnet. Das Dorf gehörte zum königlichen Distrikt Trutnov, dessen Güter von verschiedenen Verwaltern unter der Aufsicht eines Burgvogtes bewirtschaftet wurden. Karl IV. machte 1362 von seinen Patronatrechten als Landesherr selbst Gebrauch und bestimmte einen Pfarrer der Kirche St. Jakobus. Zu dieser Zeit gehörte der Ort zu den bedeutendsten Dörfern im Westteil des Distrikts. Während der Hussitenkriege wurde Lagnow 1424 von den nach Hostinné ziehenden Truppen Jan Žižkas heimgesucht. Die Bewohner des Dorfes waren im 15. Jahrhundert Bergleute, die im Mitteldorf Eisenerz förderten, sowie Holzfäller, Köhler und Schmiede – die Landwirtschaft spielte nur eine untergeordnete Rolle. Weitere Namensformen waren Lanow (1437), Langenau (1564), Langnau (1620) und Langenaw (1626). 1525 wurde die Gegend vom Trautenauer Lehen abgetrennt und Johann Tetour von Tetov überlassen. Dieser verkaufte den Besitz 1533 an den königlichen Oberberghauptmann Christoph von Gendorf, der die Herrschaft Hohenelbe errichtete.
Seit dem 16. Jahrhundert lässt sich eine Unterscheidung in mehrere Teile nachweisen. Die älteste Nennung von Horní Lánov (horzeyssi wes lanow) erfolgte 1519, die von Dolní Lánov 1542 im Zusammenhang mit dem Niederrichter zu Langnaw, die von Prostřední Lánov (Mittel-Langnaw) 1654 und die von Malý Lánov (Klein Gemein Langenau) 1657. Im 18. Jahrhundert erlangte die landwirtschaftliche Nutzung der Hänge beiderseits des Tales an Bedeutung. Da sie jedoch wenig ertragreich blieb, verbreitete sich die Heimweberei und Spinnerei als Haupterwerb. Die herrschaftliche Brettmühle ist seit 1720 nachweislich. Am 16. Oktober 1770 verkaufte Franz Xaver von Morzin diese an den Ortsrichter Anton Lahr. Seit dem 18. Jahrhundert wurde bei Ober Langenau mehrere Kalkbrüche und bäuerliche Ziegeleien betrieben. Der Branntkalk aus Ober Langenau und Schwarzenthal fand Verwendung beim Bau der Festung Josefstadt. 1834 lebten in den 141 Häusern von Ober Langenau 946 Menschen. Zu dem Dorf gehörte das Rapprichhaus, eine in den Wiesen nordwestlich gelegene Einschicht. Größter Betrieb war die 1822 gegründete landesbefugte Papierfabrik Gebr. Gustav, Wilhelm und Richard Kiesling mit 50 Arbeitern. Außerdem gab es im Dorf eine Schule, eine Mühle, eine Brettsäge sowie das von den Besitzern der Herrschaft Hohenelbe, Paul und Rudolf von Morzin, gestiftete Spital. Katholischer Pfarrort war Nieder Langenau. Die k.k. privilegierte Papierfabrik Gebr. Kiesling kaufte 1835 das zuvor als Baumwollspinnerei genutzte alte Arnauer Schloss auf und gestaltete es zur Papierfabrik um. 1839 verkauften die Gebr. Kiesling ihre Papierfabriken. Die Arnauer erwarb Franz Ritter von Lorenz; die in Ober Langenau erwarb Adalbert Ehinger, der an ihrer Stelle eine Bleiche und Appreturanstalt erbauen ließ. Bis zur Mitte des 19. Jahrhunderts blieb das Dorf der Herrschaft Hohenelbe untertänig.
Nach der Aufhebung der Patrimonialherrschaften bildete Ober Langenau / Horní Lanov ab 1850 mit dem Rapprichhaus eine Gemeinde im Gerichtsbezirk Hohenelbe bzw. im Bezirk Hohenelbe. An der Stelle der Brettsäge entstand am 1. August 1859 die Papierfabrik B. Großmann, sie firmierte 1895 zum Unternehmen P&U Großmann um. Unter Otto Ehinger erlangte die Bleiche und Appreturanstalt A. Ehinger um die Jahrhundertwende ihre wirtschaftliche Blüte. Im Jahre 1902 entstand in Mittel Langenau eine Kirche der Deutschen Evangelischen Kirche in Böhmen, Mähren und Schlesien, die 1916 zur evangelischen Pfarre für Nieder-, Mittel-, Ober-Langenau, Niederhof, Forst, Lauterwasser und Schwarzenthal erhoben wurde. Der tschechische Ortsname wurde 1921 von Horní Lanov in Horní Lánov geändert. Im Jahre 1930 hatte die Gemeinde 993 Einwohner, 1939 waren es 985. Infolge des Münchner Abkommens wurde Ober Langenau 1938 dem Deutschen Reich angeschlossen und gehörte bis 1945 zum Landkreis Hohenelbe. Nach dem Zweiten Weltkrieg kam der Ort zur Tschechoslowakei zurück und die deutsche Bevölkerung wurde bis Ende 1946 vertrieben. Im Zuge der Gemeindegebietsreform wurden Prostřední Lánov und Horní Lánov mit Beginn des Jahres 1961 zu einer Gemeinde Lánov zusammengeschlossen, zugleich wurde diese infolge der Aufhebung des Okres Vrchlabí dem Okres Trutnov zugeordnet. Im Jahre 1991 lebten in Horní Lánov 370 Menschen. Beim Zensus von 2001 wurden 127 Wohnhäuser und 408 Einwohner gezählt.

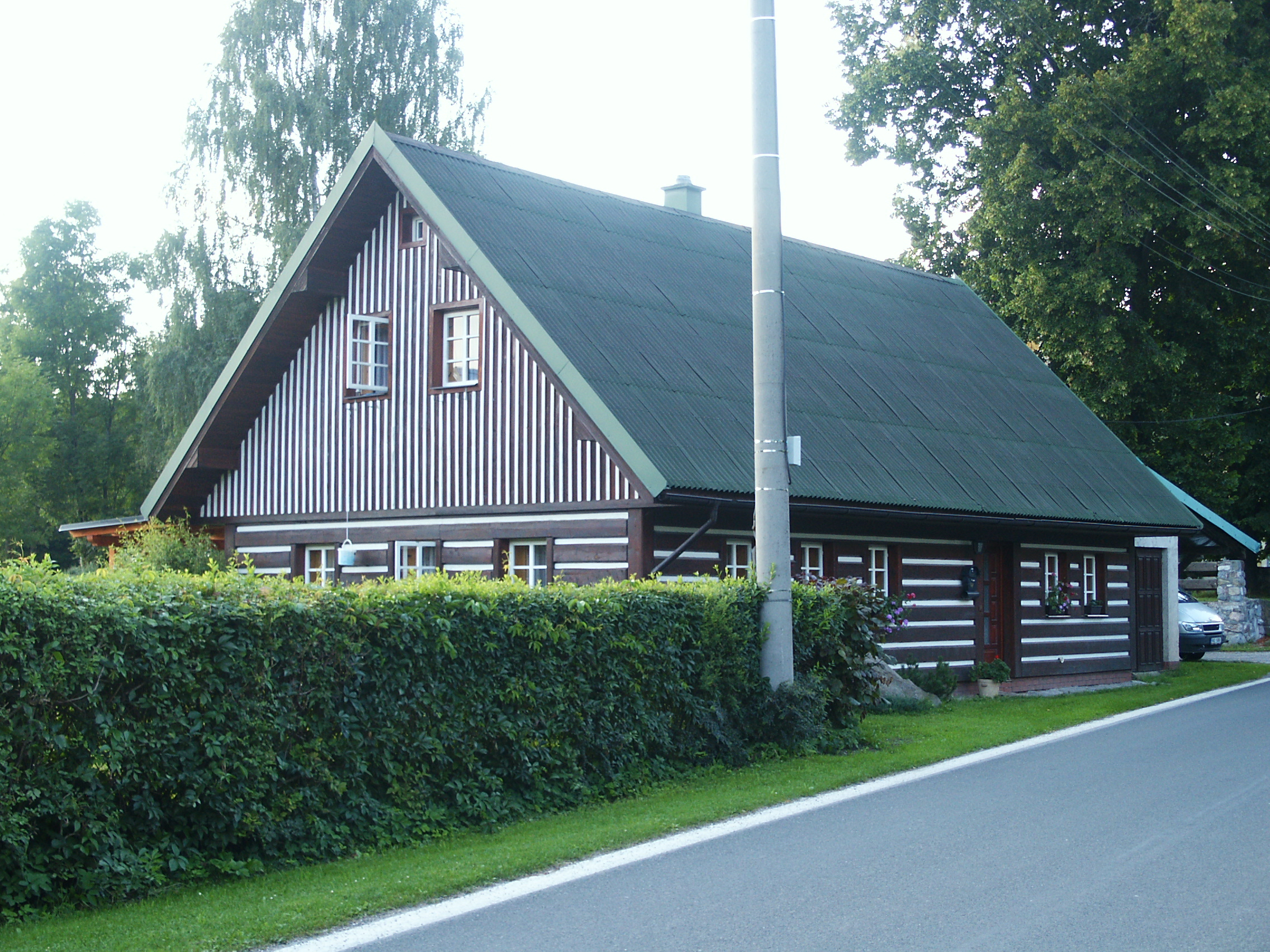
Haus Nr. 19

## Sehenswürdigkeiten
- Gezimmerte Chaluppen in Volksbauweise